# 阿曼拜
23°06′14″S 55°13′33″W / 23.10389°S 55.22583°W

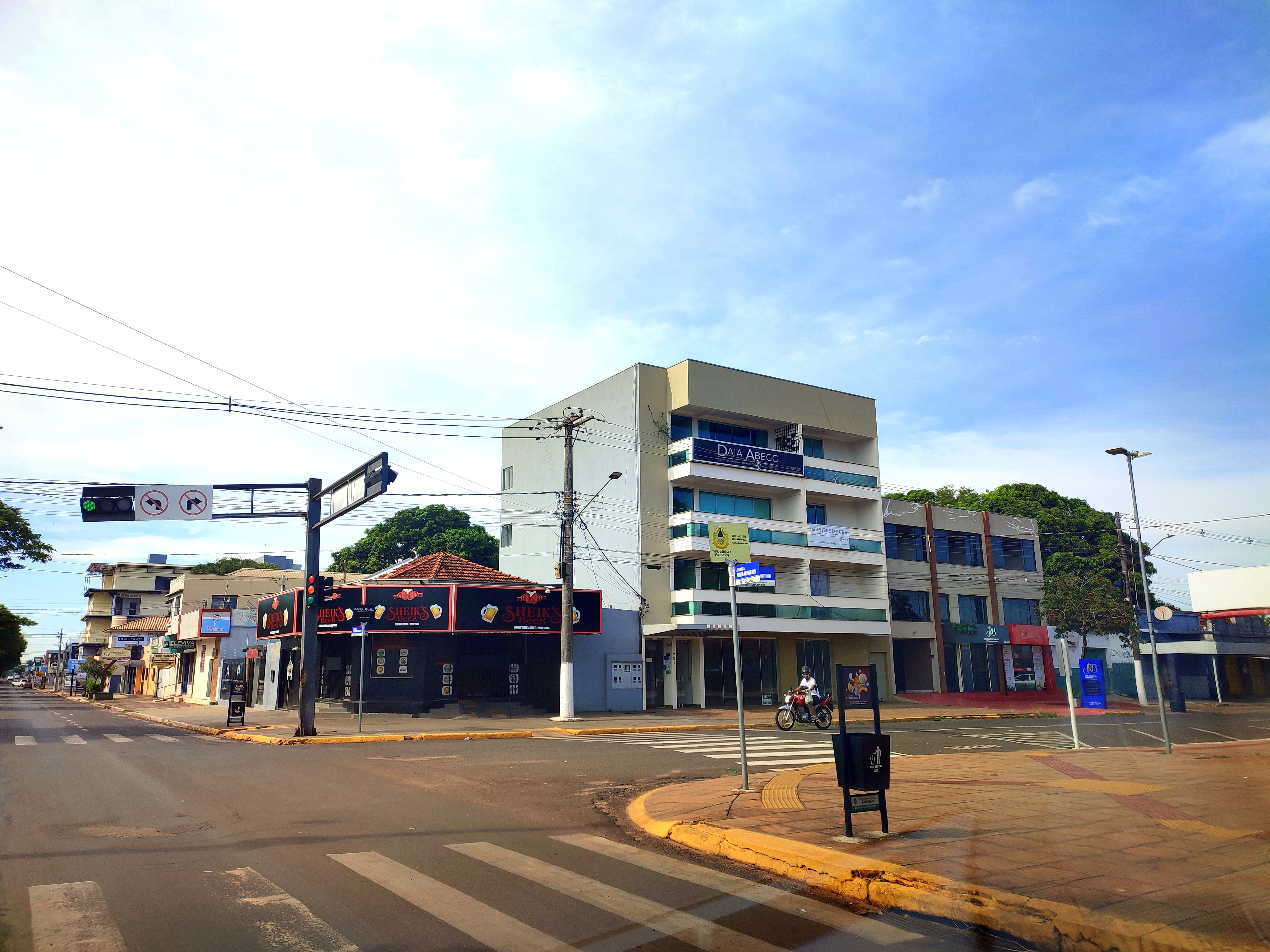
阿曼拜

阿曼拜（葡萄牙語：Amambai），是巴西的城鎮，位於該國西部，由南馬托格羅索州負責管轄，面積4,202平方公里，海拔高度480米，2010年人口34,730，人口密度每平方公里8.26人。